# 村山市
村山市（日语：／ Murayama shi */?）是位於日本山形縣中部的城市。最上川流經市內並往北流，當地人口則多集中在村山站周圍的楯岡地區。村山市在江戶時代作為羽州街道的宿場町而開始繁榮，現今當地居民在通勤與就業上與南邊的東根市有著密切的關聯。

## 地理
村山市境內約57.9%的面積被森林覆蓋。東部為奧羽山脈，西部則是被出羽丘陵包圍的村山盆地北部。發源於東部甑岳的大澤川、大旦川與澤目川，以及發源於西部葉山的千座川、田村川、樽石川與富並川流經市內，並一同注入最上川。

### 氣候
村山市位於山形盆地與尾花澤盆地的交界地帶，因此具有日本海側氣候與太平洋側氣候的特徵。當地夏季炎熱且冬季寒冷，夏天的高溫天數在山形縣内排名第一。

## 歷史
村山市自古以來便有人類定居，在市內曾發現繩紋時代的須惠器 (祝部陶器)。仁和2年 (886年) ，村山郡從最上郡分離，兩郡之間的邊界推測位於現在的東根市南部地區。南北朝統一後，奧州探題斯波氏透過分封其庶出子女掌控最上地方與村山地方。最上氏第4代家主-最上滿家的兄弟最上滿國於應永年間(1394年至1428年) 入主楯岡城。戰國時代，最上義光的嫡兄最上光直( 楯岡光直) 於元和2年 (1616年) 入主楯岡城，並自稱為楯岡氏。元和8年 (1622年) 最上氏遭到改易後，戶澤政盛入主最上川西部的新庄藩，最上川東部的山形藩則由鳥居忠政入主。慶長7年 (1602年）羽州街道開通後，村山地區作為其宿場町而開始繁榮。

## 交通

### 鐵路
境內有JR東日本的山形新幹線與奧羽本線通過。
- 東日本旅客鐵道
  - 山形新幹線: 村山車站
  - 奥羽本線: 村山車站 - 袖崎車站

### 公路
- 高速公路
  - 東北中央自動車道
- 一般國道
  - 國道13號
  - 國道347號